# أنطونيو (أمير البرازيل الإمبراطوري)
أنطونيو أمير البرازيل الإمبراطوري (ريو دي جانيرو؛ 24 يونيو 1950)؛ هو الأول على خط ترتيب العرش البرازيلي من قل فرع فاسوراس، وفهو الابن السادس لإمبراطور البرازيل الفخري بيدرو هنريكي وماريا إليزابيث البافارية حفيدة لودفيغ الثالث ملك بافاريا، وكذلك هو حفيد الأميرة إيزابيل البرازيلية ابنة الإمبراطور المخلوع بيدرو الثاني، إنه نشط للغاية في الترويج لقضية استعادة النظام الملكي، وسافر في جميع أنحاء البرازيل، وشارك أيضا في الاجتماعات والفعاليات الملكية حيث يلقي محاضرات دفاعًا عن شقيقه الأكبر لويس كإمبراطور البرازيل الفخري حتى وفاته، ولم يكن متزوجًا. لأن الأخ الثاني يوديس تخلى عن حقه في الخلافة في البرازيل، أصبح شقيقه الثالث بيرتران هو الإمبراطور البرازيل الفخري الحالي وغير متزوج أيضا، كما تخلى أخوته التاليان بيدرو وفرناندو عن حق الخلافة، لذلك أصبح الأول على سلم الخلافة.
يعيش مع عائلته في بتروبوليس .

## عائلة
في 26 سبتمبر 1981 تزوج كريستينا ابنة أنطونيو أمير ليني الثالث عشر أحد نبلاء بلجيكا والأميرة أليسيا عمة هنري دوق لوكسمبورغ الأكبر، في قلعة بيلويل في بلجيكا، وأيضا يعتبر نسيبه ميشيل أمير ليني الرابع عشر متزوجة من شقيقته الأميرة إليونورا، أنجبت له زوجته أربعة أطفال:
- بيدرو لويس (ولد.1983-2009)، توفي في تحطم طائرة.
- أماليا (ولدت.1984) ؛ تزوجت من الاسكتلندي جيمس سبيرمان.
- رافائيل (ولد عام 1986)؛ الثاني على سلم الخلافة من قبل فرع فاسوراس.
- ماريا غابرييلا (ولدت.1989).